# Mafa Kilda
Mafa Kilda est un village du Cameroun situé dans la Région du Nord et le département de la Bénoué, à 20 km au sud de Garoua, en pays Mafa. Il dépend administrativement de l’arrondissement de Ngong, et, au niveau de la chefferie traditionnelle, du lamidat de Tcheboa.
Son nom signifie « les Mafas dispersés », en référence aux mouvements migratoires des Mafas arrivés des monts Mandara.